# Liga de Campeones de la UEFA 2026-27
La Liga de Campeones de la UEFA 2026-27 será la 72.ª edición del principal torneo de fútbol de clubes de Europa organizado por la UEFA, y la 35.ª edición desde que pasó de ser Copa de Europa a Liga de Campeones de la UEFA.
Se espera que participen entre 82 y 84 clubes europeos.
El ganador de la Liga de Campeones de la UEFA se clasificará para la Supercopa de la UEFA 2027, así como para la Liga de Campeones de la UEFA 2027-28, la Copa Intercontinental de la FIFA 2027 y la Copa Mundial de Clubes de la FIFA 2029.

## Formato
El formato de la competición es el mismo que la temporada anterior:
- Una fase de clasificación compuesta por cuatro eliminatorias, la última de las cuales se denomina play-off. Los clubes se dividen en dos series de clasificación, una para los campeones nacionales (conocida como Ruta de Campeones) y la otra para los no campeones (conocida como Ruta de Liga) de la segunda ronda de clasificación.
- Una fase liga de 36 equipos, en la que cada club juega contra ocho rivales diferentes (cuatro partidos en casa y cuatro fuera). Los equipos se dividen en cuatro bombos de 9 equipos según su Coeficientes UEFA. Cada equipo se enfrenta (en un solo partido) a dos equipos de su propio bombo y a dos equipos de cada uno de los otros bombos. Los ocho mejores se clasifican directo para los octavos de final, los clubes clasificados del 9.° al 24.° juegan los play-offs para los octavos de final y los equipos clasificados después del puesto 24 son eliminados.
- Una fase final dividida en play-offs, octavos de final, cuartos de final y semifinales de ida y vuelta y una final en terreno neutral.

## Asignación
Un total de 83 equipos de 53 de las 55 federaciones miembros de la UEFA participarán en la Liga de Campeones de la UEFA 2026-27 (con las excepciones de Liechtenstein, que no organiza una liga nacional, y Rusia, que actualmente está suspendida). La clasificación de federaciones basada en los Coeficientes UEFA se utiliza para determinar el número de equipos participantes de cada federación:
- Las asociaciones 1 a 5 tienen cuatro equipos clasificados.
- La asociación 6 tiene tres equipos clasificados.
- Las asociaciones 7 a 15 tienen dos equipos clasificados.
- Las asociaciones 16 a 55 (excepto Liechtenstein[LIE 1] y Rusia[RUS 1]) tienen un equipo clasificado.
- Se otorgará una plaza adicional a los campeones de la Liga de Campeones de la UEFA 2025-26 y la Liga Europa de la UEFA 2025-26 si no acceden a la Liga de Campeones de la UEFA 2026-27 a través de su liga nacional.
- Las dos federaciones que obtengan la mayor cantidad de puntos de Coeficientes UEFA en la temporada 2025-26 tendrán cada una un lugar extra en la fase de liga. Los campeones de la Liga de Campeones de la UEFA 2025-26 y la Liga Europa de la UEFA 2025-26 no pueden ocupar los puestos de rendimiento europeos.

### Clasificación de la asociación
Para la Liga de Campeones de la UEFA 2026-27, a las federaciones se les asignan plazas de acuerdo con sus coeficientes de federación de la UEFA 2025, que tienen en cuenta su desempeño en las competiciones europeas de 2020-21 a 2024-25.
Además de la asignación basada en los coeficientes de la asociación, las asociaciones pueden tener equipos adicionales que participen en la Liga de Campeones, como se indica a continuación:
- (EPS) – European Performance Spot, las plazas adicionales para las asociaciones que terminen entre los 2 primeros de los coeficientes de asociación 2025-26.
- (CV) – Plaza adicional para el campeón vigente de la Liga de Campeones de la UEFA.
- (LE) – Plaza adicional para el campeón vigente de la Liga Europa de la UEFA.

| Pos. | Federación      | Coef.   | Equipos | Notas |
| ---- | --------------- | ------- | ------- | ----- |
| 1    | Inglaterra      | 115.196 | 4       |       |
| 2    | Italia          | 97.231  | 4       |       |
| 3    | España          | 94.453  | 4       |       |
| 4    | Alemania        | 86.331  | 4       |       |
| 5    | Francia         | 73.093  | 4       |       |
| 6    | Países Bajos    | 67.150  | 3       |       |
| 7    | Portugal        | 62.266  | 2       |       |
| 8    | Bélgica         | 56.850  | 2       |       |
| 9    | República Checa | 44.100  | 2       |       |
| 10   | Turquía         | 43.900  | 2       |       |
| 11   | Noruega         | 39.687  | 2       |       |
| 12   | Grecia          | 39.312  | 2       |       |
| 13   | Austria         | 36.450  | 2       |       |
| 14   | Escocia         | 35.550  | 2       |       |
| 15   | Polonia         | 35.000  | 2       |       |
| 16   | Dinamarca       | 33.981  | 1       |       |
| 17   | Suiza           | 33.625  | 1       |       |
| 18   | Israel          | 31.625  | 1       |       |

| Pos. | Federación           | Coef.  | Equipos | Notas     |
| ---- | -------------------- | ------ | ------- | --------- |
| 19   | Chipre               | 27.537 | 1       |           |
| 20   | Suecia               | 27.125 | 1       |           |
| 21   | Croacia              | 27.025 | 1       |           |
| 22   | Serbia               | 25.500 | 1       |           |
| 23   | Ucrania              | 24.400 | 1       |           |
| 24   | Hungría              | 24.000 | 1       |           |
| 25   | Rumania              | 23.250 | 1       |           |
| 26   | Rusia                | 22.632 | 0       | [ RUS 1 ] |
| 27   | Eslovaquia           | 21.250 | 1       |           |
| 28   | Eslovenia            | 20.343 | 1       |           |
| 29   | Bulgaria             | 19.875 | 1       |           |
| 30   | Azerbaiyán           | 19.625 | 1       |           |
| 31   | Irlanda              | 14.968 | 1       |           |
| 32   | Moldavia             | 14.500 | 1       |           |
| 33   | Islandia             | 13.520 | 1       |           |
| 34   | Bosnia y Herzegovina | 13.031 | 1       |           |
| 35   | Armenia              | 12.250 | 1       |           |
| 36   | Letonia              | 12.250 | 1       |           |
| 37   | Kosovo               | 12.041 | 1       |           |

| Pos. | Federación        | Coef.  | Equipos | Notas     |
| ---- | ----------------- | ------ | ------- | --------- |
| 38   | Finlandia         | 11.750 | 1       |           |
| 39   | Kazajistán        | 11.125 | 1       |           |
| 40   | Islas Feroe       | 10.750 | 1       |           |
| 41   | Malta             | 8.500  | 1       |           |
| 42   | Irlanda del Norte | 8.333  | 1       |           |
| 43   | Lituania          | 8.250  | 1       |           |
| 44   | Liechtenstein     | 8.000  | 0       | [ LIE 1 ] |
| 45   | Estonia           | 7.957  | 1       |           |
| 46   | Albania           | 7.875  | 1       |           |
| 47   | Montenegro        | 7.208  | 1       |           |
| 48   | Luxemburgo        | 6.875  | 1       |           |
| 49   | Gales             | 6.791  | 1       |           |
| 50   | Georgia           | 6.625  | 1       |           |
| 51   | Macedonia         | 6.166  | 1       |           |
| 52   | Bielorrusia       | 6.000  | 1       |           |
| 53   | Andorra           | 5.498  | 1       |           |
| 54   | Gibraltar         | 5.457  | 1       |           |
| 55   | San Marino        | 2.498  | 1       |           |

### Distribución
La tabla refleja la actual suspensión de Rusia de la UEFA.
|                                            |                                            | Equipos que entran en esta fase | Equipos que provienen de la fase anterior                                                                      |
| ------------------------------------------ | ------------------------------------------ | --- | --- |
| Primera ronda clasificatoria (30 equipos)  | Primera ronda clasificatoria (30 equipos)  | - 30 campeones de las asociaciones 24 a 55 (excluyendo Rusia y Liechtenstein) | |
| Segunda ronda clasificatoria (30 equipos)  | Ruta de campeones (24 equipos)             | - 9 campeones de las asociaciones 15 a 23 | - 15 ganadores de la Primera ronda clasificatoria                                                              |
| Segunda ronda clasificatoria (30 equipos)  | Ruta de liga (6 equipos)                   | - 6 subcampeones de las asociaciones 10 a 15 | |
| Tercera ronda clasificatoria (20 equipos)  | Ruta de campeones (12 equipos)             | | - 12 ganadores de la Segunda ronda clasificatoria (Ruta de campeones)                                          |
| Tercera ronda clasificatoria (20 equipos)  | Ruta de liga (8 equipos)                   | - 3 subcampeones de las asociaciones 7 a 9 - 1 equipo en tercer lugar de la asociación 6 - 1 equipo en cuarto lugar de la asociación 5 | - 3 ganadores de la Segunda ronda clasificatoria (Ruta de liga)                                                |
| Ronda de Play-Off (14 equipos)             | Ruta de campeones (10 equipos)             | - 4 campeones de las asociaciones 11 a 14 | - 6 ganadores de la Tercera ronda clasificatoria (Ruta de campeones)                                           |
| Ronda de Play-Off (14 equipos)             | Ruta de liga (4 equipos)                   | | - 4 ganadores de la Tercera ronda clasificatoria (Ruta de liga)                                                |
| Fase de liga (36 equipos)                  | Fase de liga (36 equipos)                  | - 1 campeón de la Liga de Campeones de la UEFA 2025-26 - 1 campeón de la Liga Europa de la UEFA 2025-26 - 10 campeones de las asociaciones 1 a 10 - 6 subcampeones de las asociaciones 1 a 6 - 5 equipos en tercer lugar de las asociaciones 1 a 5 - 4 equipos en cuarto lugar de las asociaciones 1 a 4 - 1 asociación con el coeficiente más alto de la temporada pasada - 1 asociación con el segundo coeficiente más alto de la temporada pasada | - 5 ganadores de la Ronda de Play-Off (Ruta de campeones) - 2 ganadores de la Ronda de Play-Off (Ruta de liga) |
| Ronda eliminatoria preliminar (16 equipos) | Ronda eliminatoria preliminar (16 equipos) | | - 16 equipos clasificados del 9.° al 24.° de la fase de Liga                                                   |
| Fase eliminatoria (16 equipos)             | Fase eliminatoria (16 equipos)             | | - 8 equipos clasificados del 1.° al 8.° de la fase de Liga - 8 ganadores de la Ronda eliminatoria preliminar   |

Debido a la suspensión de Rusia para la temporada europea 2026-27, se realizaran los siguientes cambios en la lista de acceso:
- El campeón de las asociación 23 (Ucrania) ingresará a la Segunda ronda clasificatoria (Ruta de campeones) en lugar de la Primera ronda clasificatoria (Ruta de campeones).

## Participantes
Las etiquetas entre paréntesis muestran cómo cada equipo se clasificó para el lugar de su ronda inicial:
- CV: Campeón vigente de la Liga de Campeones de la UEFA
- LE: Campeón de la Liga Europa de la UEFA
- N.º: Posición de liga

La segunda ronda clasificatoria, la tercera ronda clasificatoria y la ronda de play-off se dividen en Ruta de campeones y Ruta de liga.
En cursiva los equipos debutantes.
| Fase de liga                 | Fase de liga      | Fase de liga      | Fase de liga      | Fase de liga |
| ---------------------------- | ----------------- | ----------------- | ----------------- | ------------ |
| [[]] (CV)                    | [[]] (3.°)        | [[]] (1.°)        | [[]] (3.°)        | [[]] (2.°)   |
| [[]] (LE)                    | [[]] (4.°)        | [[]] (2.°)        | [[]] (4.°)        | [[]] (1.°)   |
| [[]] (EXT 1.°)               | [[]] (1.°)        | [[]] (3.°)        | [[]] (1.°)        | [[]] (1.°)   |
| [[]] (EXT 2.°)               | [[]] (2.°)        | [[]] (4.°)        | [[]] (2.°)        | [[]] (1.°)   |
| [[]] (1.°)                   | [[]] (3.°)        | [[]] (1.°)        | [[]] (3.°)        | [[]] (1.°)   |
| [[]] (2.°)                   | [[]] (4.°)        | [[]] (2.°)        | [[]] (1.°)        |              |
| Ronda de Play-Off            |                   |                   |                   |              |
| Ruta de campeones            | Ruta de campeones | Ruta de campeones | Ruta de campeones | Ruta de liga |
| [[]] (1.°)                   | [[]] (1.°)        | [[]] (1.°)        | [[]] (1.°)        |              |
| Tercera ronda clasificatoria |                   |                   |                   |              |
| Ruta de liga                 |                   |                   |                   |              |
| [[]] (4.°)                   | [[]] (3.°)        | [[]] (2.°)        | [[]] (2.°)        | [[]] (2.°)   |
| Segunda ronda clasificatoria |                   |                   |                   |              |
| Ruta de campeones            | Ruta de campeones | Ruta de campeones | Ruta de liga      | Ruta de liga |
| [[]] (1.°)                   | [[]] (1.°)        | [[]] (1.°)        | [[]] (2.°)        | [[]] (2.°)   |
| [[]] (1.°)                   | [[]] (1.°)        | [[]] (1.°)        | [[]] (2.°)        | [[]] (2.°)   |
| [[]] (1.°)                   | [[]] (1.°)        | [[]] (1.°)        | [[]] (2.°)        | [[]] (2.°)   |
| Primera ronda clasificatoria |                   |                   |                   |              |
| [[]] (1.°)                   | [[]] (1.°)        | [[]] (1.°)        | [[]] (1.°)        | [[]] (1.°)   |
| [[]] (1.°)                   | [[]] (1.°)        | [[]] (1.°)        | [[]] (1.°)        | [[]] (1.°)   |
| [[]] (1.°)                   | [[]] (1.°)        | [[]] (1.°)        | [[]] (1.°)        | [[]] (1.°)   |
| [[]] (1.°)                   | [[]] (1.°)        | [[]] (1.°)        | [[]] (1.°)        | [[]] (1.°)   |
| [[]] (1.°)                   | [[]] (1.°)        | [[]] (1.°)        | [[]] (1.°)        | [[]] (1.°)   |
| [[]] (1.°)                   | [[]] (1.°)        | [[]] (1.°)        | [[]] (1.°)        | [[]] (1.°)   |